# Font de l'Hort (Tercui)
La font de l'Hort és una font del terme municipal de Tremp, del Pallars Jussà, a l'antic terme ribagorçà de Sapeira, en territori del poble de Tercui.
Està situada a 653 m d'altitud, al sud-oest de Tercui, al vessant nord-occidental del Serrat de Puig Merané, prop de la Noguera Ribagorçana, al capdamunt de la Costa del Sot.